# نهر بوردكين
نهر بيردكن

 نهر بوردكين بالإنجليزية (Burdekin River): يوجد في كوينزلاند,أستراليا, يجري على 

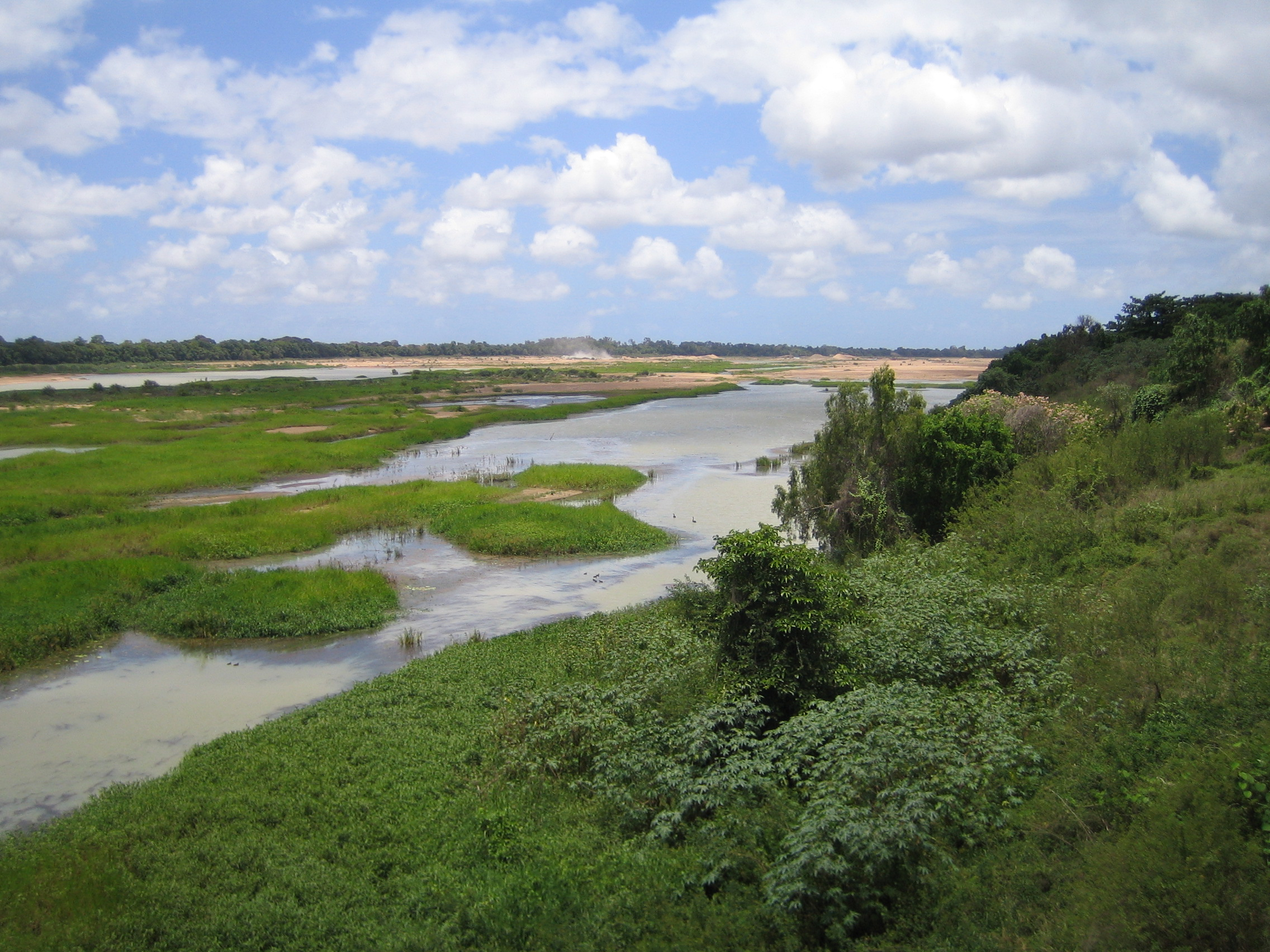
نهر بوردكينالسفوح

 الغربية لسلسلة من الجبال تطل على البحر, ثم يتدفق ماؤه في المحيط الهادي في خليج نعمة Upstart Bay بعد أن يبعد  200 كم جنوب شرق المنبع, النهر اُكتشف لأول مرة من قبل الأوروبيين عام 1841, طول النهر 710 كم2  وارتفاع منبعه 1200 متر عن مستوى سطح البحر ومساحة حوضه 129700 كم2, كما أنه أكبر رابع نهر في أستراليا من حيث حجم تدفق المياه.
المصدر: مترجم من Burdekin River